# Thanh Hà Môn
Thanh Hà Môn (chữ Hán giản thể: 清河门区, âm Hán Việt: Thanh Hà Môn khu) là một quận của địa cấp thị Phụ Tân, tỉnh Liêu Ninh, Cộng hòa Nhân dân Trung Hoa. Quận Thanh Hà Môn có diện tích 105 km², dân số 70.000 người. Mã số bưu chính của Thanh Hà Môn là 123006, chính quyền quận đóng ở số 1, đại lộ Thanh Hà. Quận Thanh Hà Môn được chia thành 4 nhai đạo biện sự xứ, 2 trấn. 
- Nhai đạo biện sự xứ: Tân Bắc, Lục Đài, Ngải Hữu, Thanh Hà.
- Trấn: Ô Long Bá, Hà Tây